# Kung Fury 2
Kung Fury 2, Кунг Ф'юрі 2 (англ. Kung Fury 2) — майбутній фантастичний бойовик режисера Девіда Сандберга. У головних ролях: Майкл Фассбендер і Арнольд Шварценеггер. Фільм базується на короткометражному фільмі Kung Fury і є його сиквелом.

## Сюжет
Згідно опублікованому синопсису, дія фільму 1985 року в Маямі, за яким наглядає суперкоп Кунг Ф'юрі разом зі своєю командою Громовержців. Вони являють собою єдину силу, здатну протистояти лиходієві Кунг Фюреру, але в результаті однієї битви гине один Громовержець, після чого команда розпадається. І, як на зло, саме в цей час з'являється містичний лиходій, який хоче допомогти Фюреру знайти найпотужнішу зброю в історії людства.

## В ролях
| Актор                | Роль                       |
| -------------------- | -------------------------- |
| Девід Сандберг       | Кунг Ф'юрі                 |
| Майкл Фассбендер     | Кольт Магнум               |
| Арнольд Шварценеггер | Президент                  |
| Ральф Меллер         | Тор                        |
| Александра Шипп      | Рей Портер                 |
| Йорма Такконе        | Адольф Гітлер / Кунг Фюрер |
| Девід Хассельхофф    | Hoff 9000 (голос)          |
| Елені Янг            | Барбаріанна                |
| Нейтан Купер         |                            |
| Дебора Жечева        |                            |
| Леопольд Нільссон    | Хакермен                   |